# گیلرمو داگلاس
گیلرمو داگلاس (انگلیسی: Guillermo Douglas; ۰ ژانویهٔ ۱۹۰۹ – ۱ ژانویهٔ ۱۹۶۷) قایقران روئینگ اهل اروگوئه بود.